# Trigonaal kristalstelsel
Een trigonaal of romboëdrisch kristalstelsel, ook: rombisch, is een bepaald type kristalstelsel dat weinig verschilt van het hexagonale kristalstelsel. Trigonaal komt uit het Oudgrieks: τρίγωνος, trígōnos, driehoekig, afgeleid van τρεῖς, treis, drie en γωνία gōnía, hoek.
Het is het meest ingewikkelde van alle zeven stelsels, omdat sommigen ervan uitgaan dat een trigonaal kristal een onvolledig hexagonaal kristal is. De eenvoudigste trigonale kristallen bestaan uit een lichaam met drie gelijke assen, die ieder dezelfde hellingsgraad hebben en niet loodrecht op elkaar staan.{\displaystyle \alpha ,\beta } en {\displaystyle \gamma } zijn geen van drieën 90°. Een aantal gedegen elementen: antimoon, arseen en bismut, vertonen een trigonale symmetrie. Kristallen van deze elementen zijn vrij zeldzaam. Het trigonale kristalstelsel heeft zes puntgroepen: 3, 3, 3m, 3m, 32 en 6. Er is een trigonaal bravaistralie.
| Trigonaal |
|           |

## Mineralen met een trigonaal kristalstelsel
- Aluniet
- Amethist
- Ankeriet
- Aquamarijn
- Bergkristal
- Beudantiet
- Bruciet
- Carneool
- Ceriet
- Cinnaber
- Calciet
- Chabaziet
- Chrysopraas
- Citrien
- Combeiet
- Coquimbiet
- Crandalliet
- Cronstedtiet
- Dioptaas
- Dolomiet
- Eudialyt
- Fenakiet
- Heliotroop
- Hematiet
- Huntiet
- Hydrotalciet
- Ilmeniet
- Jarosiet
- Kalsiliet
- Korund
- Kwarts
- Magnesiet
- Milleriet
- Olgiet
- Parisiet
- Pezzotaiet
- Proustiet
- Pyrargyriet
- Rhodochrosiet
- Robijn
- Rozenkwarts
- Saffier
- Schorl
- Sideriet
- Smithsoniet
- Tetradymiet
- Tincalconiet
- Toermalijn
- Valkenoog
- Weloganiet
- Willemiet
- Zilverfulminaat

Sommige microkristallijne vormen met een trigonaal kristalstelsel zijn niet in deze lijst opgenomen.
triklien · monoklien · orthorombisch · tetragonaal · trigonaal · hexagonaal · kubisch